# سیارگائو
سیارگائو (انگلیسی: Siargao) جزیرهای اشک‌مانند در دریای فیلیپین است در ۱۲۶ کیلومتری جنوب شرقی تاکلوبان در استان سوریگائو شمالی واقع شده‌است.

## نگارخانه

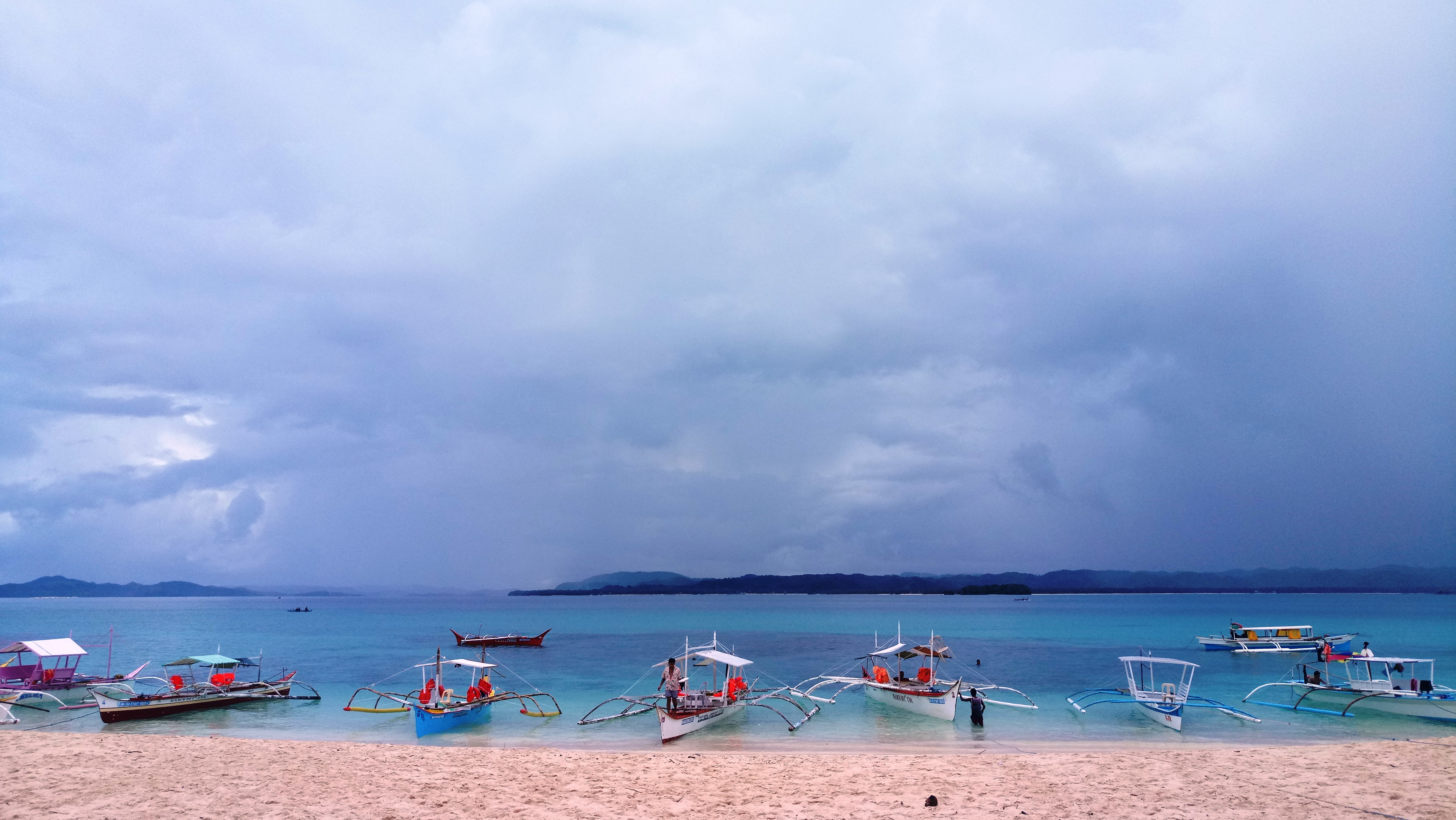
ساحل سیارگائو
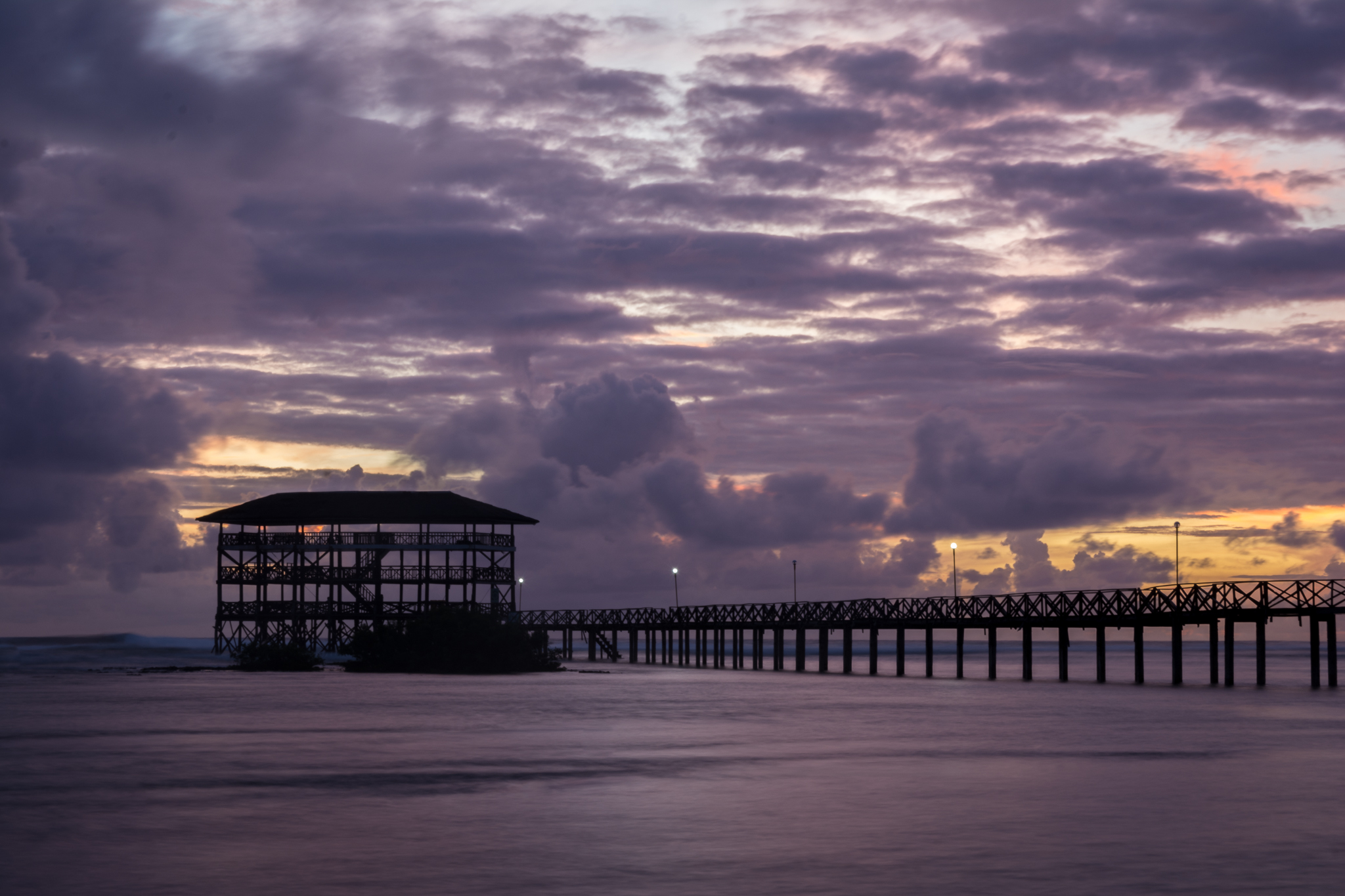
Cloud 9 Boardwalk, Siargao
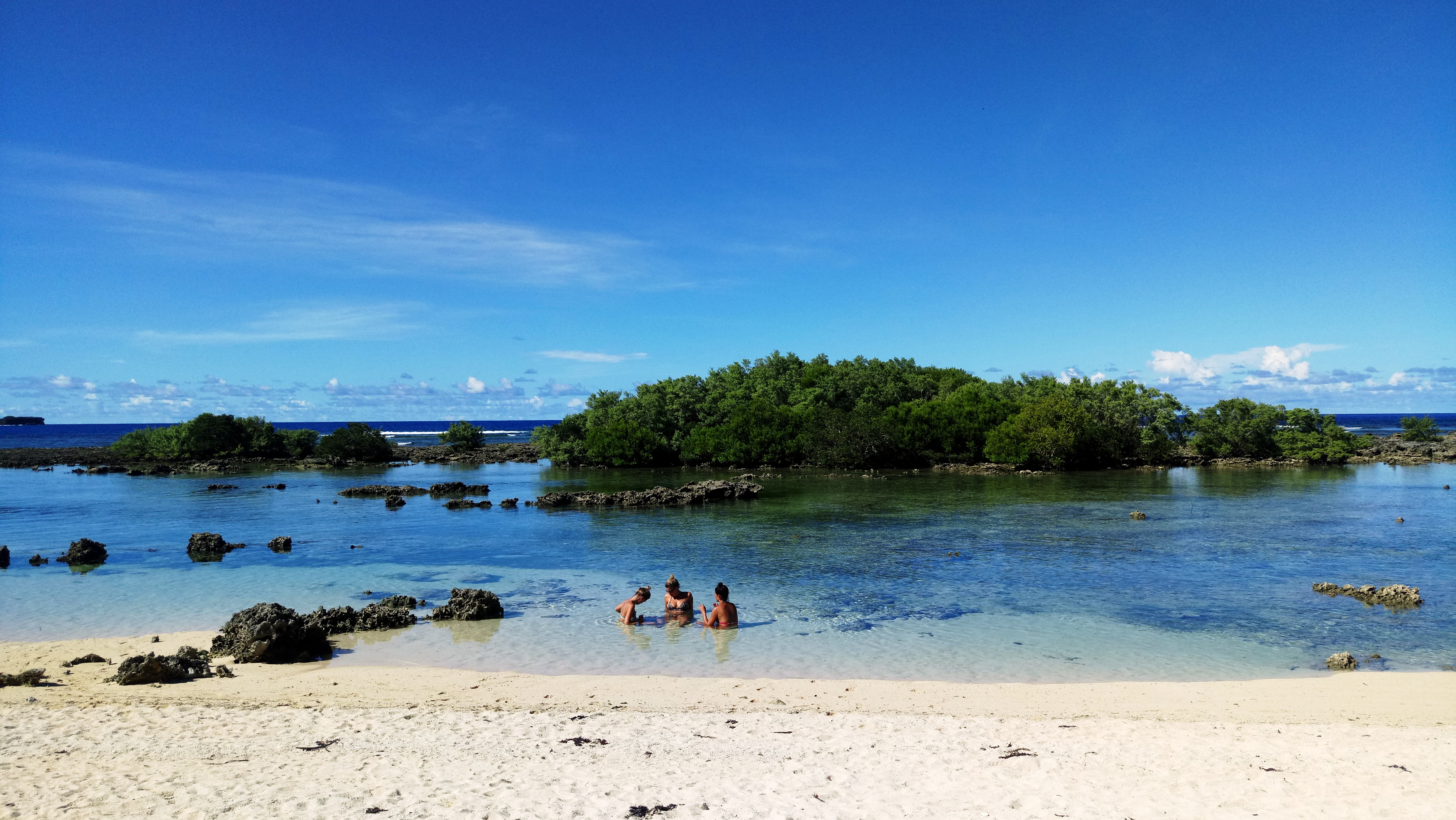
ساحل سیارگائو
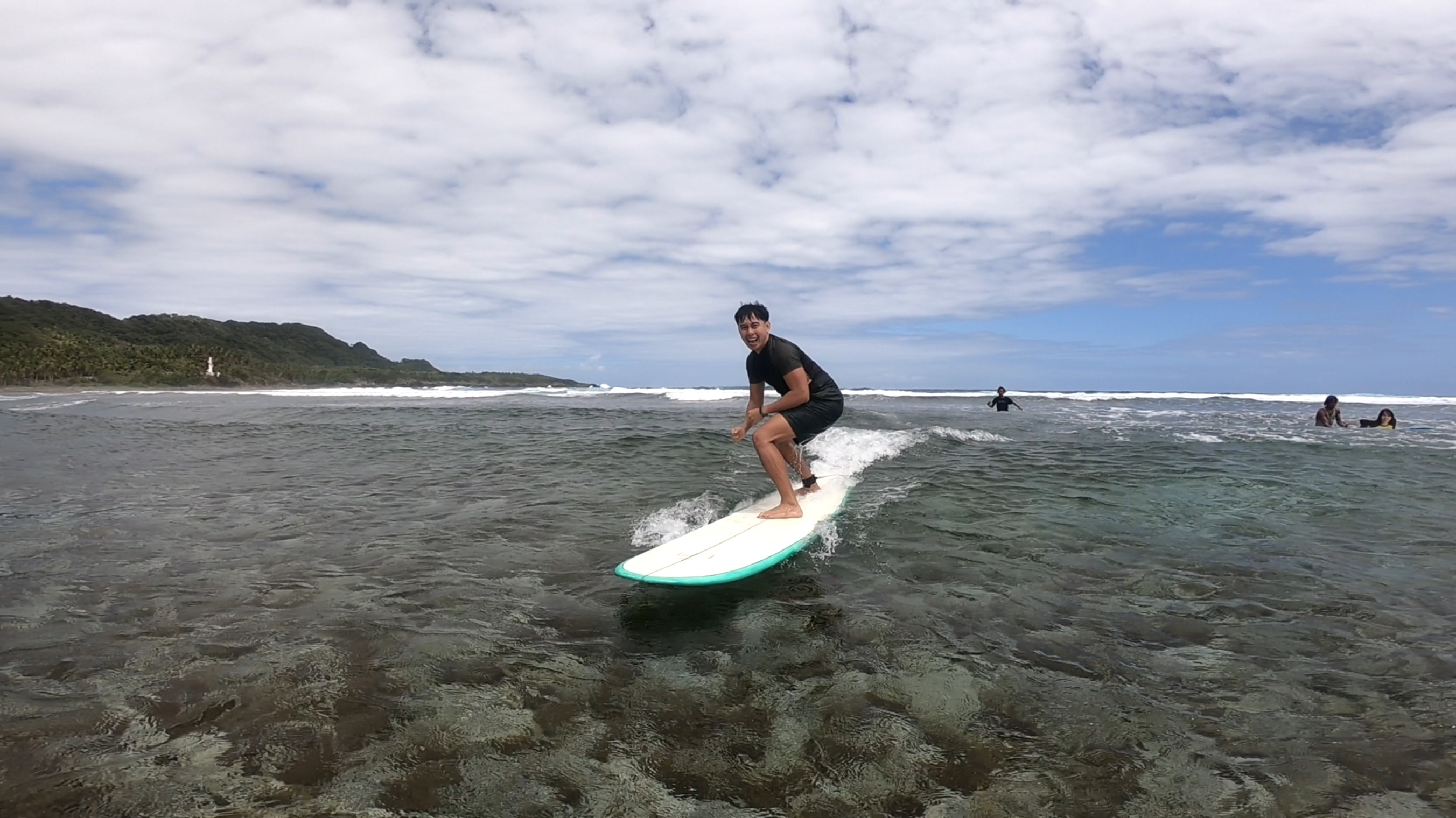
موج‌سواری در سیارگائو